# جزيرة البري الصغير (حجة)

تعديل مصدري - تعديل

جزيرة البري الصغير (سانا) هي إحدى جزر مديرية ميدي التابعة لمحافظة حجة.